# Acantholimon senganense
Acantholimon senganense är en triftväxtart som beskrevs av Aleksandr Andrejevitj Bunge. Acantholimon senganense ingår i släktet Acantholimon och familjen triftväxter. Utöver nominatformen finns också underarten A. s. tehranense.